# Liste der Kulturgüter in Orbe
Die Liste der Kulturgüter in Orbe enthält alle Objekte in der Gemeinde Orbe im Kanton Waadt, die gemäss der Haager Konvention zum Schutz von Kulturgut bei bewaffneten Konflikten, dem Bundesgesetz vom 20. Juni 2014 über den Schutz der Kulturgüter bei bewaffneten Konflikten sowie der Verordnung vom 29. Oktober 2014 über den Schutz der Kulturgüter bei bewaffneten Konflikten unter Schutz stehen.
Objekte der Kategorien A und B sind vollständig in der Liste enthalten, Objekte der Kategorie C fehlen zurzeit (Stand: 1. Januar 2023).

## Kulturgüter
| Foto | | Objekt | Kat. | Typ | Standort                               | Beschreibung |
| ---- | --- | --- | ---- | --- | -------------------------------------- | ------------ |
| ja   | Datei hochladen · Wikidata zu Boscéaz (Q3355178)                                                                          | Boscéaz, gallorömische Villa / Boscéaz, villa gallo-romaine KGS-Nr.: 06366 | A    | G   | Via Urba 15 531099 / 177420            |              |
| ja   | Datei hochladen · Wikidata zu Reformierte Kirche Notre-Dame (Q3586110)                                                    | Reformierte Kirche Notre-Dame / Église réformée Notre-Dame KGS-Nr.: 06367 | A    | G   | Rue du Château 6.1 530747 / 175223     |              |
| ja   | Datei hochladen · Wikidata zu Schloss Orbe (Q2968312)                                                                     | Schloss Orbe / Château d’Orbe KGS-Nr.: 06370 | A    | G   | Place du Château 530749 / 175370       |              |
| ja   | Datei hochladen · Wikidata zu Rathaus (Q3145998)                                                                          | Rathaus / Hôtel de Ville KGS-Nr.: 06371 | A    | G   | Place du Marché 2 530670 / 175183      |              |
| ja   | Datei hochladen · Wikidata zu Ehemaliges Spita (Q29891342)                                                                | Ehemaliges Spital / Ancien hôpital KGS-Nr.: 06369 | B    | G   | Rue de la Tournelle 2 530782 / 174945  |              |
| ja   | Datei hochladen · Wikidata zu Hôtel des Deux-Poissons (Q29891347)                                                         | Hôtel des Deux-Poissons (ehemaliges Kloster Sainte-Claire) / Hôtel des Deux-Poissons (ancien couvent Sainte-Claire) KGS-Nr.: 06372                                                                                 | B    | G   | Rue du Grand-Pont 2 530704 / 175040    |              |
| ja   | Datei hochladen · Wikidata zu Priorat, alte Zehntscheune und Brunnen, Wohnhaus und Labor, Wohnhaus und Garage (Q29891349) | Priorat, alte Zehntscheune und Brunnen, Wohnhaus und Labor, Wohnhaus und Garage / Prieuré, ancienne grange des dîmes et fontaine, maison d'habitation et laboratoire, maison d'habitation et garage KGS-Nr.: 06373 | B    | G   | Grand-Rue 3 530684 / 175209            |              |
| ja   | Datei hochladen · Wikidata zu Burgerhaus (Q29891352)                                                                      | Burgerhaus / Maison bourgeoise KGS-Nr.: 06374 | B    | G   | Grand-Rue 16 530710 / 175255           |              |
| ja   | Datei hochladen · Wikidata zu Haus Lebel (Q29891353)                                                                      | Maison Lebel KGS-Nr.: 06375 | B    | G   | Rue des Terreaux 1 530662 / 174949     |              |
| ja   | Datei hochladen · Wikidata zu Manoir de Mont-Choisi avec rural (Q29891355)                                                | Herrenhaus Mont-Choisi mit Landhaus / Manoir de Mont-Choisi avec rural KGS-Nr.: 06376 | B    | G   | Chemin de Montchoisi 9 530395 / 176436 |              |
| ja   | Datei hochladen · Wikidata zu Pont des Moulinets (Q3397390)                                                               | Moulinet-Brücke / Pont du Moulinet KGS-Nr.: 06377 | B    | G   | Rue du Moulinet 530722 / 174815        |              |
| ja   | Datei hochladen · Wikidata zu Pichard-Brücke (Q29891358)                                                                  | Pichard-Brücke / Pont Pichard KGS-Nr.: 06378 | B    | G   | 530600 / 174853                        |              |
| ja   | Datei hochladen · Wikidata zu Bannerträgerbrunnen (Q29891345)                                                             | Bannerträgerbrunnen / Fontaine du Banneret KGS-Nr.: 14704 | B    | K   | Place du Marché 530692 / 175180        |              |
| ja   | Datei hochladen · Wikidata zu Musée d'Orbe (Q27487036)                                                                    | Orbe-Museum / Musée d'Orbe KGS-Nr.: 14705 | B    | S   | Rue Centrale 23 530748 / 175074        |              |
| BW   | Datei hochladen · Wikidata zu Gemeindearchiv Orbe (Q27487034)                                                             | Gemeindearchiv / Archives communales KGS-Nr.: 14706 | B    | S   | Rue du Château 6 530747 / 175226       |              |